# Fiche S
La fiche S est, en France, une catégorie de fiche signalétique du fichier des personnes recherchées (FPR). La lettre « S » est l'abréviation de « sûreté de l'État ». Les fiches S sont émises à 70 % par la direction générale de la Sécurité intérieure (DGSI),.
La fiche S est subdivisée en divers niveaux matérialisés par des numéros, qui vont de « S1 » à « S16 ». Ces niveaux correspondent à différentes actions à entreprendre pour les membres des forces de l’ordre[Par exemple ?] qui contrôlent une personne concernée.
D’après un rapport d’information du Sénat de 2018, 29 973 personnes font l’objet d’une fiche S au sein du FPR.

## Historique
Le fichage en France est récurrent depuis le début de la période contemporaine. En 1942, à la demande du secrétaire général de la police du régime de Vichy René Bousquet, le Chef du gouvernement français, Pierre Laval, abroge les circulaires concernant le Carnet B (instrument principal de surveillance des « suspects », français ou étrangers, créé sous la Troisième République) et annonce la création d'une nouvelle liste nommée « Liste S » puis « Fichier S » (S pour « Sûreté de l’État »), l'ancêtre de la fiche S actuelle, qui est une des nombreuses catégories d’un fichier créé en 1969, le fichier des personnes recherchées (FPR).
Le FPR compte une vingtaine de catégories telles que : 
- « E » (police générale des étrangers) ;
- « IT » (interdiction du territoire) ;
- « R » (opposition à résidence en France) ;
- « TE » (opposition à l'entrée en France) ;
- « AL » (aliénés) ;
- « M » (mineurs fugueurs) ;
- « V » (évadés) ;
- « S » (sûreté de l'État) ;
- « J » et « PJ » (recherches de police judiciaire) ;
- « T » (débiteurs envers le Trésor).

La fiche « S » n’entraîne aucune action automatique de coercition à l’encontre d’une personne. Le fichier S est lui-même divisé en plusieurs sous-catégories, comme la fiche S14 où figurent les djihadistes revenant d’Irak ou de Syrie. D'autres faits de violence peuvent aussi faire l'objet d'un fichage. La durée de conservation d’une fiche S est de 2 ans, elle peut ensuite être renouvelée ou détruite si la personne fichée se fait oublier. En 2015, selon le quotidien Le Monde, près de 20 000 personnes sont fichées S, dont près de 12 000 pour un lien avec l'islamisme radical.

## Exploitation
Utilisé pour « procéder à la surveillance de ceux sur lesquels ne repose aucune incrimination pénale, mais qui peuvent, par leur activité, représenter à un moment ou à un autre un risque de trouble à l'ordre public ou une atteinte à la sûreté de l’État », le fichier « S » est principalement alimenté par la direction générale de la Sécurité intérieure (DGSI). Les fiches sont classées en différents types matérialisés par des chiffres allant de « S1 » à « S16 ». Le niveau ne correspond pas au classement de la « dangerosité » d’une personne mais aux actions à entreprendre pour le membre des forces de l’ordre qui contrôle cette personne. Le fichier « S » mélange les personnes condamnées, suspectes et innocentes. Cette hétérogénéité soulève un débat sur l'utilisation des fiches : peut-on licencier de l'emploi public, soumettre à un suivi judiciaire (pointage plusieurs fois par jour au commissariat), voire emprisonner administrativement (c'est-à-dire préventivement) les personnes fichées qui sont seulement soupçonnées ou surveillées ? 
Plusieurs responsables politiques[Qui ?] sont favorables à ces mesures, alors que d'autres craignent au contraire que les citoyens ne signalent plus leurs enfants et leurs proches.
En novembre 2015, Manuel Valls, ancien Premier ministre français, affirme que 20 000 personnes font l'objet d'une fiche S en France, dont 10 500 pour leur appartenance ou leurs liens supposés avec la mouvance islamiste (djihadistes, salafistes, etc.). Au 11 décembre 2018, 29 973 personnes feraient l'objet d'une fiche S.
Les autres personnes fichées S peuvent être des personnes liées à des mouvements terroristes (Parti des travailleurs du Kurdistan (PKK), la ligue liée à des mouvements tamouls, la branche militaire du Hezbollah), des écologistes (zadistes comme des activistes contre le projet d'aéroport à Notre-Dame-des-Landes, anti-nucléaire ou anarchiste), des hooligans (supporteurs de football violents), des membres des Black blocs, membres d'ultradroite ou d'ultragauche ou toute personne en lien avec elles de façon non fortuite.
En septembre 2016, le procureur de la République de Paris, François Molins, estime que l'idée lancée par certaines personnalités politiques de placer en rétention les individus fichés « S » par les services de renseignement n'est pas envisageable : « Il ne peut y avoir de détention préventive en dehors d'une procédure pénale. C'est le socle de l'État de Droit. On ne peut pas détenir quelqu'un avant qu'il ait commis une infraction ». De même, Marc Trévidic, ancien juge antiterroriste, juge ce sujet « aberrant » : « Ficher S ça ne veut rien dire, on ne peut pas incarcérer des individus sans preuves, juste avec un nom sur une liste. Qui va décider du degré de radicalisation ? Je ne veux pas vivre dans un pays où on mettra en prison quelqu'un parce que les services de renseignement auront mis son nom sur une liste »,.
En septembre 2016, le maire d'Évreux Guy Lefrand souhaite obtenir la liste des fichés S de sa ville. Il en fait la demande au préfet de l'Eure. En octobre 2016, Bernard Cazeneuve refuse la demande. Il déclare que les fichés S « sont surveillés et non judiciarisés, ce qui indique que leur dangerosité n'est pas avérée [...] la communication d'une fiche S est impossible pour des raisons juridiques [...] Cette confidentialité est aussi la condition de l'aboutissement des enquêtes ». Guy Lefrand renouvelle une demande en mars 2018.
D'après La Dépêche du Midi, il faut 20 fonctionnaires pour surveiller 24h/24 un fiché S jugé dangereux. Sur les 20 000 personnes fichées, il en existe 4 000 comme étant sur le « haut du spectre ». Ils sont inscrits dans le fichier des signalements pour la prévention de la radicalisation à caractère terroriste (FSPRT).
Le 16 mai 2018, après l'attaque du 12 mai 2018 à Paris par un fiché S, le Sénat crée un groupe de travail visant à « examiner les critères d'inscription au fichier des personnes recherchées, les moyens des services de renseignements, l'organisation de leurs fichiers et le lien entre fiche « S » et décision administrative ou judiciaire ».

## Conséquences professionnelles d'une fiche S

### Dans l'éducation nationale
Depuis janvier 2015, la liste des « fichés S » dans l'Éducation nationale est fournie au rectorat en vue d'une exclusion définitive. « Les informations nous sont automatiquement transmises par le ministère de l'Intérieur et notre réponse est simple : suspension immédiate et procédure disciplinaire engagée (…) en vue d'une exclusion définitive » selon Najat Vallaud-Belkacem. En août 2016, une dizaine de cas sont en cours de traitement.